# 1925 în televiziune
1925 în televiziune a implicat o serie de evenimente notabile.
- 25 martie - John Logie Baird face prima demonstrație publică a "televizorului" de la departamentul de magazine Selfridges de pe Strada Oxford din Londra. Demonstrațiile cu imagini ce prezentau siluete în mișcare au continuat până în aprilie. Sistemul consta din 30 de linii și 12,5 imagini pe secundă.